# Rudolfstetten-Friedlisberg
Rudolfstetten-Friedlisberg es una comuna suiza del cantón de Argovia, situada en el distrito de Bremgarten. Limita al norte con la comuna de Bergdietikon, al este con Urdorf (ZH), al sureste con Birmensdorf, al sur con Berikon, y al oeste con Widen.